# Rufin Doh Zeyenouin
Rufin Doh Zeyenouin (Abidjan, 15 aprile 1961) è un attore ivoriano, che vive e lavora in Italia.

## Biografia
Ha iniziato la sua carriera agli inizi degli anni novanta in teatro e in televisione per poi approdare al cinema, dove ha preso parte soprattutto in film commedie, come Tu la conosci Claudia?, La banda dei Babbi Natale e Quo vado?.
Oltre che attore, è anche attivo come dj, conduttore radiofonico e autore di testi teatrali.

## Filmografia
- Tu la conosci Claudia?, regia di Massimo Venier (2004)
- La banda dei Babbi Natale, regia di Paolo Genovese (2010)
- Noi e la Giulia, regia di Edoardo Leo (2015)
- Quo vado?, regia di Gennaro Nunziante (2016)
- I peggiori, regia di Vincenzo Alfieri (2017)
- I bastardi di Pizzofalcone – serie TV, episodio 1x02 (2017)
- Zero – serie TV, 4 episodi (2021)